# 巴林角
巴林角（英語：Balin Point）是南極洲的海岬，位於南奧克尼群島，處於西格尼島東部，是博爾赫灣入口的北面，該海岬的名稱與巴林岩相關，現時由南極條約體系管理。
60°42′S 45°36′W / 60.700°S 45.600°W